# ロシア空挺軍
ロシア空挺軍（ロシアくうていぐん、ロシア語: Воздушно-десантные войска; 略称ВДВ、英語: Airborne troops of the Russian Federation）は、ロシア連邦軍の空挺軍。軍管区に所属しない独立兵科であり、ロシア連邦軍参謀本部を通じて大統領直轄で指揮を受ける迅速介入部隊、機動戦力の主力を構成する。

## 概要
2022年ロシアのウクライナ侵攻で損耗する前の総兵力は約4万5千人と見積もられていた。5千人は2時間以内に出動できる態勢にあると推定されていた。
ソビエト連邦軍の空挺部隊を継承し、軍服はスカイブルーのベレー帽や徽章類と、独ソ戦で奮戦したソ連海軍歩兵にあやかった青と白の横縞の水兵シャツ（テルニャシュカ）を特徴とする。
ウクライナ侵攻では多数の死傷者を出したとみられ、2023年8月の司令官のインタビューで8500人の負傷者を認めたものの、インタビューはその後、国防省によって削除された。2024年5月にはウクライナの北東部にて第83独立親衛空中襲撃旅団が大損害を受けてボウチャンシクから撤退した。

## 歴史

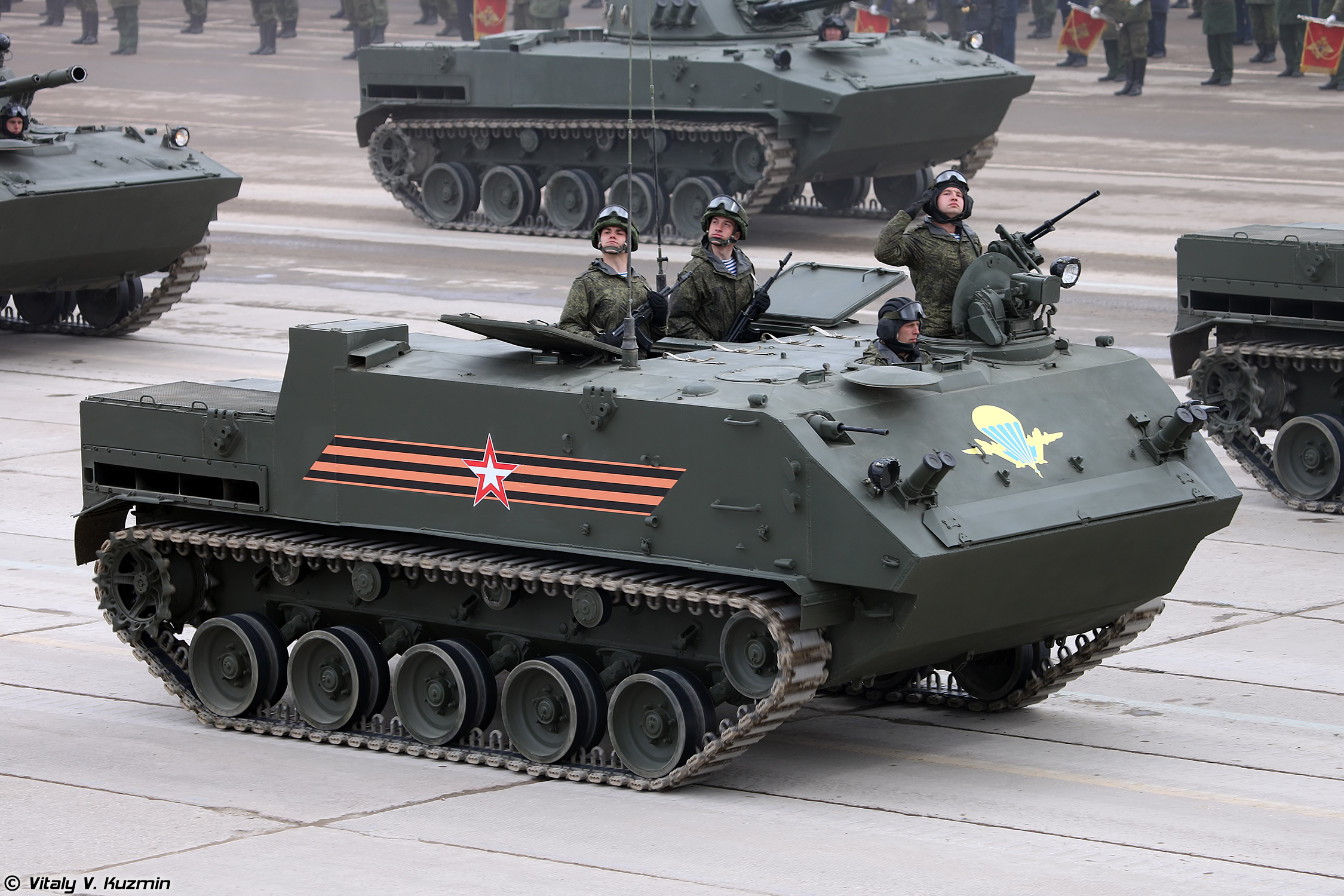
BTR-MDMに搭乗した空挺兵(2016年)

### 創設期
空挺軍の歴史はソビエト連邦時代、ヴォロネジ近郊のモスクワ軍管区空軍演習において、12名から成る空挺部隊がパラシュートで降下した1930年8月2日にその起源を遡る。最初の空挺部隊となったのは、1931年にレニングラード軍管区で編成された164名から成る空中強襲支隊だった。
1932年、ソ連革命軍事会議決定に基づき、大規模な空挺部隊の創設が決定され、1933年3月までに、白ロシア、ウクライナ、モスクワ及び沿ヴォルガ軍管区に1個空中強襲支隊を編成することが計画された。
1941年夏までに、各1万人の5個空挺軍団の兵員充足が終了した。フィンランドに対する冬戦争（1939～1940年）時、第201、第204及び第214空挺旅団が地上部隊として実戦に投入された。

### 第二次世界大戦
独ソ戦開始とともに、5個空挺軍団全てはソ連西部の前線において戦闘に投入された。1941年9月4日には独立兵科として空挺軍総局と空挺軍司令官が創設された。
首都モスクワ郊外での逆襲中、ドイツ軍のヴャゼムスク－ルジェフ－ユフノフスク集団の包囲及び撃破における西部及びカリーニングラード戦線部隊への協力のために、1942年初め、第4空挺軍団の空挺降下を伴うヴャゼムスク空挺作戦が行われた。これは、独ソ戦中最大の空挺作戦だった。ドイツ軍後方には、計1万人の空挺兵が降下した。空挺軍団の部隊は、敵後方に突破したP.A.ベーロフの騎兵隊と協力して、1942年6月まで戦闘行動を行った。戦闘は、ほぼ6ヶ月間に亘った。
1942年夏、スターリングラード周辺の戦況が悪化したため、大規模な戦略予備が必要とされた。そのため、最高司令部大本営は、8月1日に10個空挺軍団を狙撃師団（歩兵）に再編成し、それを都市防衛に振り向けた。その後10月1日までに再度8個空挺軍団が創設された。その後12月8日これらの部隊は10個親衛空挺師団に再編され1943年には北西戦線に投入されている。
また最高司令部予備として1943年には20個の空挺旅団が新編されており空挺軍の指揮下とされた。その後ノルマンディー上陸作戦の影響により連合国の第1連合空挺軍（米第18空挺軍団、英空挺部隊等）のような部隊の保有が企図された。1944年10月4日、前線の10個親衛空挺師団を除いた赤軍空挺部隊は空軍の長距離航空隊傘下とされた。この改組された独立親衛空挺軍は、大規模空挺作戦の機会もなく南方の戦線で歩兵部隊が求められたこともあり1944年12月8日にその多くが第9親衛軍に再度改組されている。このため1946年まで空軍傘下の空挺軍司令官であったザテヴァーヒン中将の指揮下には3個空挺旅団などの戦力しか残されなかった。
1945年8月のソ連対日参戦時、4,000人以上の空挺兵が、満州国のハルビン、吉林、旅順及び南樺太（南サハリン）の飛行場に着陸し、関東軍及び第5方面軍など日本陸軍守備隊の行動を麻痺させた。

### 冷戦期
1946年には空挺軍は再度独立兵科とされた。
第二次世界大戦後の東西冷戦では西側諸国との実戦は起きなかったが、アフガニスタン軍事介入では緒戦から投入された（嵐333号作戦）。

### ロシア連邦軍への移行後
ソビエト連邦の崩壊後、ソ連軍の主力はロシア連邦軍へ移行した。第11、第56、第83の3個空挺旅団はロシア連邦軍成立後の一時期、ロシア連邦陸軍の空中襲撃旅団に改編転属されていたが、2013年11月に再び空挺軍の隷下とされた。2018年の編制は、降下・襲撃師団（空挺／ヘリボーン）x2個師団、空挺師団（パラシュート降下）x2個師団、降下・襲撃旅団 x4個旅団、特別任務旅団 x1個旅団とされる。

#### ウクライナ侵攻
2022年ロシアのウクライナ侵攻では、首都キーウに近いアントノフ空港制圧に寄与したが、ロシア軍全体としてはキーウ攻略に失敗してアントノフ空港も奪回された。
その後は降下・着陸を伴わない精鋭歩兵部隊として投入され、ニュースサイト「ウクライナ・プラウダ」によると、2023年1月2日から東部のバフムートの戦いに参加した。
2023年8月、イギリス国防省はロシア空挺軍3万人がウクライナに派兵され、死傷者5割の損害と発表した。ロシア空挺軍のミハイル・テプリンスキー司令官はロシア国防省公式チャンネルで戦傷者8,500人の損害と発表したが、後日動画は削除された。
同じく2023年12月、リャザン空挺軍大学の卒業演説において、
リャザン空挺軍大学の2023年4月卒業生は、直ちに在ウクライナ第一線部隊に下級将校として配属され、11月には戦死者が出た
旨が言及された。

## 組織
- 第7親衛空中強襲師団：ノヴォロシースク
  - 第56親衛空中襲撃連隊
- 第44空中強襲師団
- 第76親衛空挺師団：プスコフ
- 第98親衛空挺師団：イワノヴォ
- 第104親衛空中襲撃師団：ウリヤノフスク
- 第106親衛空挺師団：トゥーラ

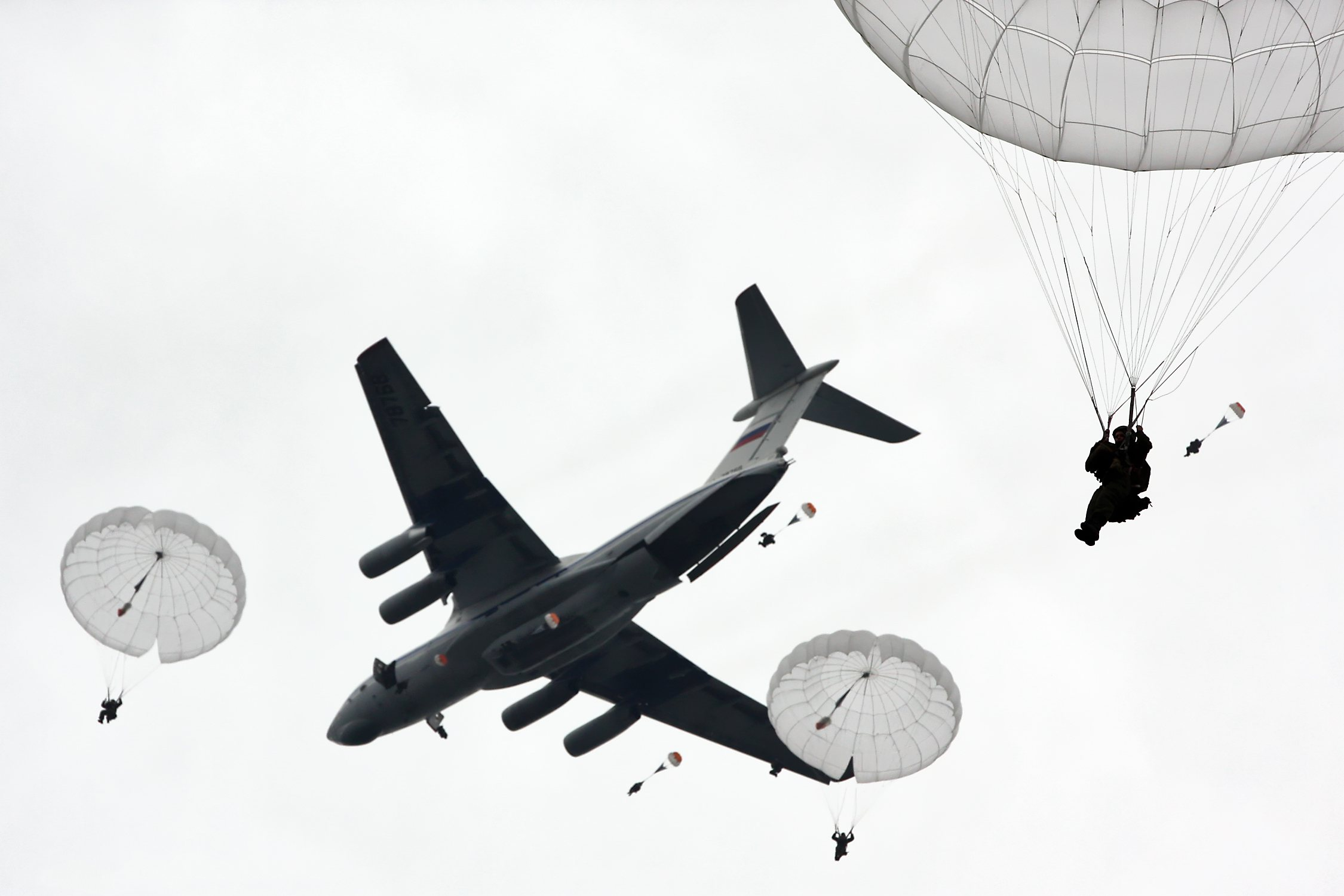
第106親衛空挺師団

- 第11独立親衛空中強襲旅団 - 2022年2月24日2022年ロシアのウクライナ侵攻において第31独立親衛空挺旅団と共にキエフ郊外のホストメル・アントノフ空港を占領[9]
- 第83独立親衛空中襲撃旅団
- 第45独立親衛特殊任務旅団：クビンカ　※スペツナズ（特殊部隊）
- 第38独立通信旅団：メドヴェージ・オジョーラ
- 第242空挺軍教育センター：オムスク
  - 第332空挺軍准尉学校：モスクワ
- リャザン空挺軍大学：リャザン

## 装備
自動小銃
- AKS-47
- AKMS
- AKS-74
- AKS-74U
- AK-74M
- AN-94
- AK-12
- AS Val

分隊支援火器
- PKM
- PKP ペチェネグ
- RPK74

拳銃
- マカロフ PM
- MP-443

狙撃銃・DMR
- SVD
- SVDs
- SVU
- SV-98
- VSS (狙撃銃)

個人携行ミサイル・擲弾発射器
- RPG-7
- RPG-22
- RPG-26
- RPG-28
- SPG-9
- 9M14（AT-3 サガー）
- 9M113
- 9M133コルネット（ロシア語版）
- 9K32 Strela-2（SA-7 グレイル）
- AGS-17
- GP-25
- GP-30

装甲車両
- BMD-2
- BMD-4
- BRDM-2
- BTR-D
- 2S9ノーナ-S
- 2S25スプルート-SD

退役済
- BMD-1
- BMD-3
- ASU-57
- ASU-85

火砲
- D-30 122mm榴弾砲
- D-44 85mm野砲（英語版）
- RPU-14
- BM-21V
- 82mm迫撃砲BM-37
- 120mm迫撃砲PM-43
- ZU-23-2

非装甲車両
- Sarmat-2 軽戦術バギー [10]
- GAZ-69
- UAZ-469
- GAZ-66
  - TZ-2-66D（空挺給油車）
- KAMAZ 43501

落下傘
- D-6：個人用。2型と4型がある。
- P-7：機材用
- PRSM-915：ロケット式。BMD-1用
- PRSM-925：ロケット式。BMD-2用
- PRSM-916：ロケット式。BMD-3、BTR-D用
- PBS-915：BMD-1用

出典:

## 歴代司令官
| 氏名                         | 階級     | 在任期間        | 出身校                               | 前職                                 |
| ---------------------------- | -------- | --------------- | ------------------------------------ | ------------------------------------ |
| ワシーリー・グラズノフ       | 少将     | 1941.9-1943.6   | ロシア帝国軍の下士官                 | 第3空挺軍団長                        |
| アレクサンドル・カピトーヒン | 少将     | 1943.6-1944.8   |                                      | 第8親衛空挺師団長                    |
| イワン・ザテヴァーヒン       | 中将     | 1944.8-1946.1   |                                      | 空挺軍副司令官                       |
| ワシーリー・グラゴレフ       | 大将     | 1946.1-1947.10  | バキン指揮課程                       | 第9親衛軍司令官                      |
| アレクサンドル・カザンキン   | 中将     | 1947.10-1948.12 | 赤色指揮官課程                       | 第39親衛軍団長                       |
| セルゲイ・ルジェーンコ       | 空軍大将 | 1948.12-1950.1  | カチン軍事飛行士学校                 | 第1航空軍司令官                      |
| アレクサンドル・カザンキン   | 中将     | 1950.1-1950.3   | 赤色指揮官課程                       | 空挺軍第一副司令官                   |
| アレクサンドル・ゴルバトフ   | 大将     | 1950.3-1954     | 騎兵指揮課程                         | 第11親衛軍司令官                     |
| ワシーリー・マルゲロフ       | 大将     | 1954-1959.3     | 統合白ロシア軍事学校                 | 第37親衛空挺軍団長                   |
| イワン・トゥタリノフ         | 大将     | 1959.3-1961.7   |                                      | 南方軍集団第一副司令官               |
| ワシーリー・マルゲロフ       | 上級大将 | 1961.7-1979.1   | 統合白ロシア軍事学校                 | 空挺軍第一副司令官                   |
| ドミトリー・スホルコフ       | 上級大将 | 1979.01-1987.7  | レニングラード軍事工兵学校           | 中央軍集団司令官                     |
| ニコライ・カリーニン         | 大将     | 1987.8-1989.1   | レニングラード・スヴォーロフ士官学校 | シベリア軍管区司令官                 |
| ウラジスラフ・アチャロフ     | 大将     | 1989.1-1990.12  | カザン戦車赤旗学校                   | レニングラード軍管区参謀長           |
| パーヴェル・グラチョフ       | 大将     | 1991.1-1991.8   | リャザン高等空挺指揮学校             | 空挺軍副司令官                       |
| エフゲニー・ポドコルジン     | 大将     | 1991.8-1996.12  | アルマ・アタ空挺軍学校               | 空挺軍参謀長                         |
| ゲオルギー・シュパク         | 大将     | 1996.12-2003.9  | リャザン高等空挺指揮学校             | 沿ヴォルガ軍管区参謀長               |
| アレクサンドル・コルマコフ   | 大将     | 2003.9-2006.12  | リャザン高等空挺指揮学校             | 極東軍管区副司令官                   |
| ワレリー・エフトゥホヴィッチ | 中将     | 2007.1-2009.5   | リャザン高等空挺指揮学校             | 空挺軍参謀長兼副司令官               |
| ウラジーミル・シャマーノフ   | 大将     | 2009.5-2016.10  | リャザン高等空挺指揮学校             | ロシア連邦軍戦闘訓練・部隊勤務総局長 |
| アンドレイ・セルジュコフ     | 大将     | 2016.10-2022.6  | リャザン高等空挺指揮学校             | 第12予備軍司令官                     |
| ミハイル・テプリンスキー     | 大将     | 2022.6-         | リャザン高等空挺指揮学校             | 中央軍管区第一副司令官兼参謀長       |